# Storvreta IBK
Storvreta IBK är en innebandyklubb från Storvreta utanför Uppsala med IFU Arena som hemmaplan. Klubben bildades 1989 och är Sveriges fjärde största innebandyklubb med 711 licensierade spelare (15 november 2006) och 1700 medlemmar. Varje år arrangerar klubben världens största innebandyturnering: Storvretacupen.
Klubbens herrlag spelade säsongen 2015/2016 i Svenska Superligan och damlaget i Allsvenskan. Herrlaget har nått slutspel sju gånger varav semifinal två gånger och final fem gånger och damlaget nådde i början av 1990-talet slutspel två gånger. Herrarna har även vunnit SM-finalen nio gånger av elva möjliga (2009/2010, 2010/2011, 2011/2012, 2015/2016, 2017/2018, 2018/2019, 2022/2023, 2023/2024 och 2024/2025). Herrarna gjorde debut i Elitserien säsongen 2001/2002 och spelade slutspel första gången säsongen 2003/2004, vilket de gjort varje säsong sedan dess. Till lagets mest kända spelare hör landslagsspelarna Gabriel Kohonen (Tränaren och tidigare lagkaptenen Mika Kohonens son), Sakarias Ulriksson, Filip Eriksson, Otto Weidman, Tobias Gustavsson, Måns Parsjö, Carl Kostov-Bredberg och Rasmus Anderssson. Storvreta IBK vann också europeiska klubbmästerskapen 2010, 2012, 2016 och 2020.
Varje sommar anordnar Storvreta IBK ett träningsläger för pojkar och flickor i åldrarna 10-15 år. Där får man chansen att spela innebandy, möta a-lagsspelare från SIBK och framför allt få träffa nya kompisar och ha kul.
Damlaget satsar för att ta sig upp i Svenska Superligan efter värvningar som Anna Wijk, Matilda Andersson, Frida Bäve, Evelina Sparf, Klara Sundell och Amanda Skyltbäck.

## Spelare

### Nuvarande spelartrupp
(Uppdaterad 8 juli 2024)
| Nr | Land     | Pos    | Namn                              |
| -- | -------- | ------ | --------------------------------- |
| 1  | Sverige  | MV     | Emil Lindblom                     |
| 3  | Sverige  | B      | Carl Kostov-Bredberg              |
| 4  | Sverige  | B      | Emil Mattsson                     |
| 6  | Sverige  | C      | Filip Björk                       |
| 7  | Sverige  | C/FW   | Otto Weidman                      |
| 8  | Sverige  | B      | Rasmus Andersson                  |
| 9  | Tjeckien | C      | Filip Langer                      |
| 10 | Sverige  | C/FW/B | Fredrik Lindholm (Vice lagkapten) |
| 18 | Sverige  | C      | Hampus Nydenfeldt                 |
| 19 | Sverige  | A      | Filip Eriksson                    |
| 20 | Sverige  | A      | Sakarias Ulriksson                |

| Nr | Land       | Pos  | Namn                         |
| -- | ---------- | ---- | ---------------------------- |
| 24 | Sverige    | B    | Oscar Magnusson-Lindholm     |
| 25 | Sverige    | A    | Oskar Enquist                |
| 33 | Sverige    | B/FW | Simon Götz                   |
| 55 | Sverige    | B    | Viktor Nystedt               |
| 66 | Sverige    | B/FW | Rasmus Sundstedt             |
| 71 | Tjeckien   | B    | Ondrej Nemecek               |
| 77 | Sverige    | B    | Tobias Gustafsson(Lagkapten) |
| 79 | Sverige    | A    | Gabriel Kohonen              |
| 83 | Sverige    | A    | Emil Helmrich                |
| 92 | Australien | MV   | Edwin Perry                  |
| 94 | Sverige    | MV   | Måns Parsjö                  |

## Arenan
Laget spelar sina hemmamatcher i A-hallen i IFU Arena. Hallen har plats för ca 2880 åskådare. IFU är en större innebandyanläggning i Uppsala, med en tillhörande idrottsarena. Det finns fem rena innebandyhallar, A-, B-, C-, D- och E-hallen, varav A-hallen är den största. Förut brukade Storvreta IBK träna ute i hemorten Storvreta i Ärentunahallen, men nu är det bara Storvretas ungdomsverksamhet som tränar och spelar matcher där. Ungdomsverksamheten tränar även i Vattholmahallen och i innebandykomplexet IFU Arena

## Meriter
- SM
  - Guld (9): 2009/2010, 2010/2011, 2011/2012, 2015/2016 2017/2018, 2018/2019, 2022/2023, 2023/2024, 2024/2025

- - Silver (2): 2013/2014, 2020/2021
  - Brons (4): 2003/2004, 2004/2005, 2006/2007, 2008/2009
- Europacupen
  - Vinnare (3): 2010, 2012, 2016, 2020

### Fotnoter
1. ↑  ”Innebandy.se”. Arkiverad från originalet den 24 september 2015. https://web.archive.org/web/20150924035046/http://www.innebandy.se/Global/SIBF/Central%20ADM/IFlicriks.htm. Läst 26 januari 2007.